# Neauphe-sous-Essai
Neauphe-sous-Essai település Franciaországban, Orne megyében. Lakosainak száma 214 fő (2022. január 1.). Neauphe-sous-Essai Sées, Bursard, Aunou-sur-Orne, Boitron, La Chapelle-près-Sées, Essay és Saint-Gervais-du-Perron községekkel határos.

## Népesség
A település népességének változása:
| Lakosok száma | 205  | 207  | 212  | 211  | 211  | 212  | 212  | 214  | 214  |
|               | 2013 | 2015 | 2016 | 2017 | 2018 | 2019 | 2020 | 2021 | 2022 |